# Ara gossei
Ara gossei is een uitgestorven vogelsoort van het geslacht Ara, die op Jamaica voor zou zijn gekomen.